# Maison natale de Colette
La maison natale de Colette est la maison où naquit la romancière française Colette. Elle est située rue Colette, à Saint-Sauveur-en-Puisaye, dans l'Yonne en France.

## Historique

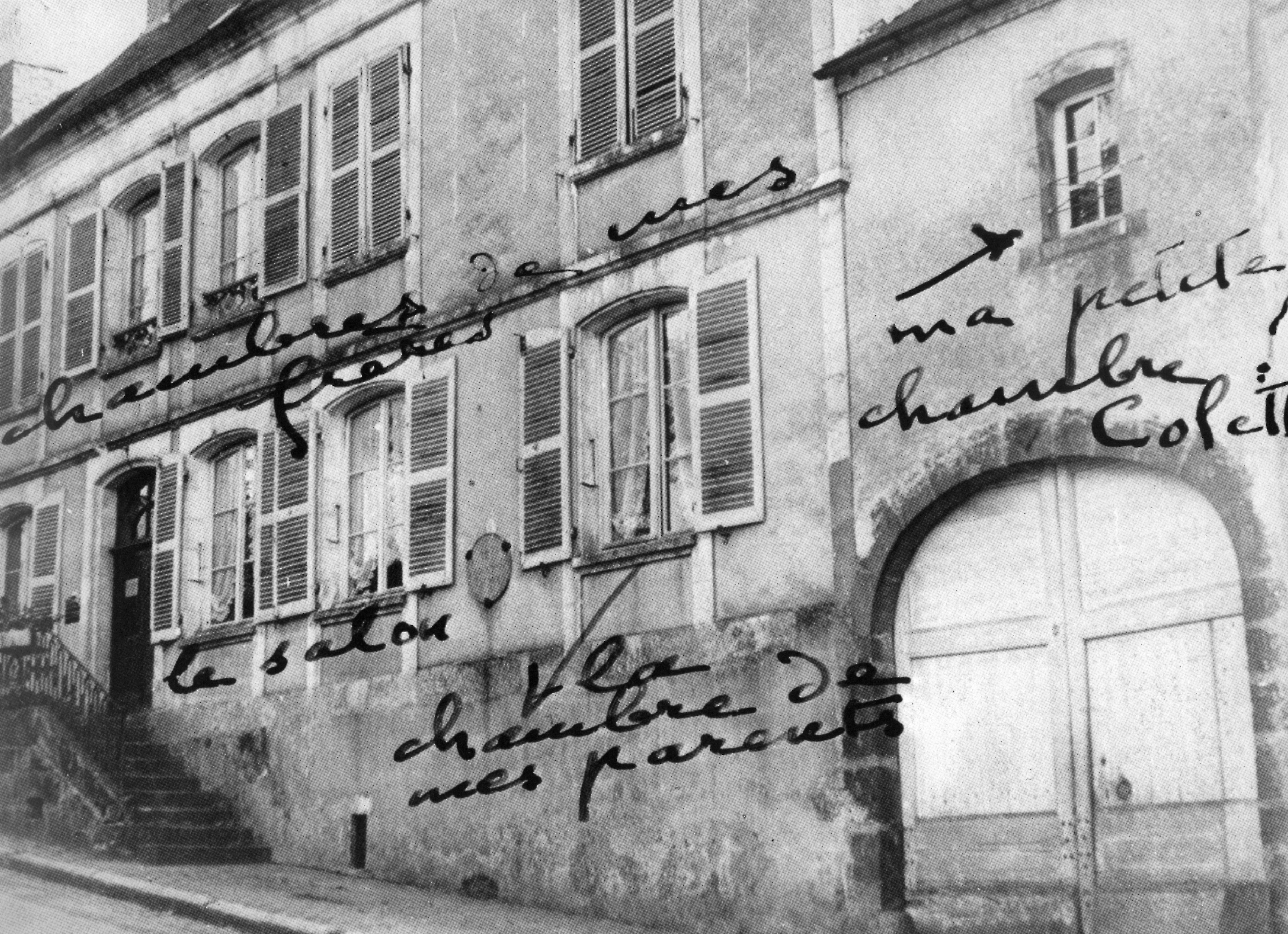
Photographie de la façade de la maison de Colette annotée par l'écrivaine elle-même.

Colette est née le 28 janvier 1873 à Saint-Sauveur-en-Puisaye, petit village de l’Yonne, dans la maison familiale, située 8 rue de l’hospice (aujourd’hui rue Colette). Elle y passe une enfance puis une adolescence heureuses auprès de parents aimants, de sa sœur, l’étrange Juliette, et de ses deux frères, Achille et Léo, « les sauvages » dont elle fera plus tard d’émouvants portraits. C’est là, dans la maison et dans les jardins (Jardin-du-haut et Jardin-du-bas) auprès de Sido, sa mère, qu’elle apprit l’amour de la nature et des bêtes et cet art de l’observation qui seront des caractéristiques essentielles de son œuvre. 
Acculée par les dettes, mal vue par la population, la famille Colette dut quitter le village en 1891. Colette avait 18 ans. Ce départ fut pour elle un véritable traumatisme. Devenue écrivain, c’est par l’écriture qu’elle chercha à reconquérir ce paradis perdu – « j’appartiens à un pays que j’ai quitté » écrit-elle en 1908. De Claudine à l’école, son premier roman paru en 1900, à Ces dames anciennes, un de ses derniers écrits publié en 1954, l’année de sa mort, en passant par La Maison de Claudine (1922) ou Sido (1930), Colette a fait de sa maison natale un personnage essentiel de son œuvre, un véritable rouage de sa création littéraire. 
En 1925, un de ses lecteurs, le soyeux François Ducharne, racheta la maison et en donna l’usufruit à Colette qui put la conserver jusque dans ses dernières années. « Grâce à vous, je crois au merveilleux », lui écrivit-elle. La même année, le gouvernement français fait poser sur la façade une plaque indiquant la valeur patrimoniale du lieu : « Ici Colette est née ».

## Utilisation contemporaine
Mise en vente en 2006, la maison natale de Colette a pu être acquise par l’association « La Maison de Colette » au mois de septembre 2011 grâce à une large mobilisation populaire. Sous la direction de l'architecte en chef des monuments historiques Pascal Prunet et grâce à l'aide du décorateur Jacques Grange et de nombreux artisans d'art, le décor intérieur de la maison a pu être reconstitué tel que Colette l'avait connu et décrit dans son œuvre. De nombreux meubles et objets d'origine y sont exposés grâce aux dons de collectionneurs, comme le peintre Michel Remy-Bieth.  De même dans les jardins, l'architecte-paysagiste Françoise Phiquepal d'Arusmont a pu recréer le jardin de Sido à partir des textes mais aussi de rares documents iconographiques d'époque. 
La maison a ouvert ses portes au public au mois de mai 2016 et propose, en plus des visites guidées de la maison et des jardins, de nombreuses animations culturelles liées à Colette ou plus généralement aux écrits de femmes : Festival « Comme ça me chante ! » (fin juillet), Festival international des écrits de femmes (début octobre), conférences, lectures, projections, ateliers.
C’est parce que la maison fut le lieu de toute une vie et le sujet de toute une œuvre que maison et jardins ont été protégés au titre des Monuments Historiques et bénéficient depuis 2012 du Label « Maison des illustres ».
La maison ainsi que les différents jardins l'entourant (dont celui situé en face de l'entrée) sont inscrits au titre des Monuments historiques depuis 2011.

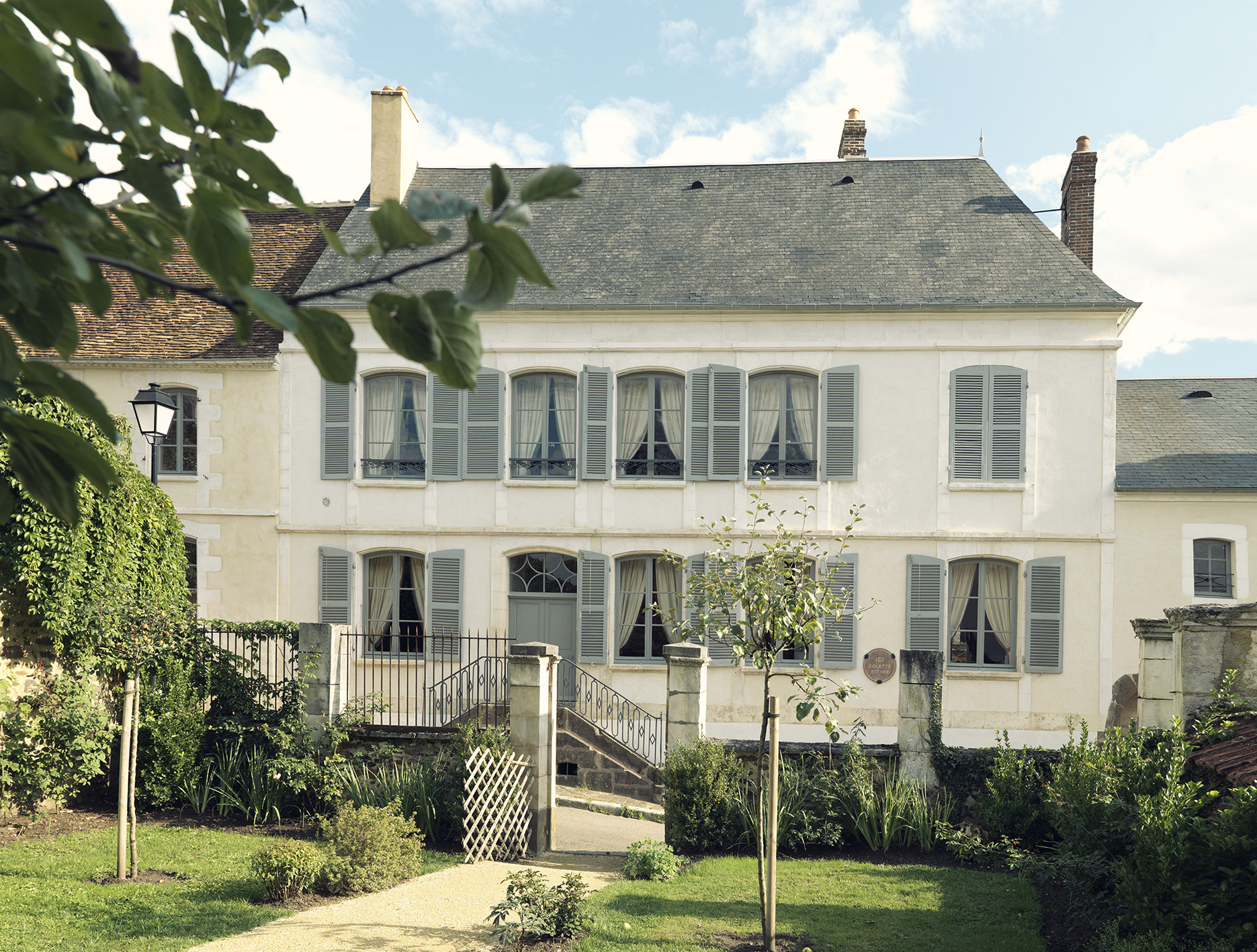
Vue de la maison de Colette depuis la rue.
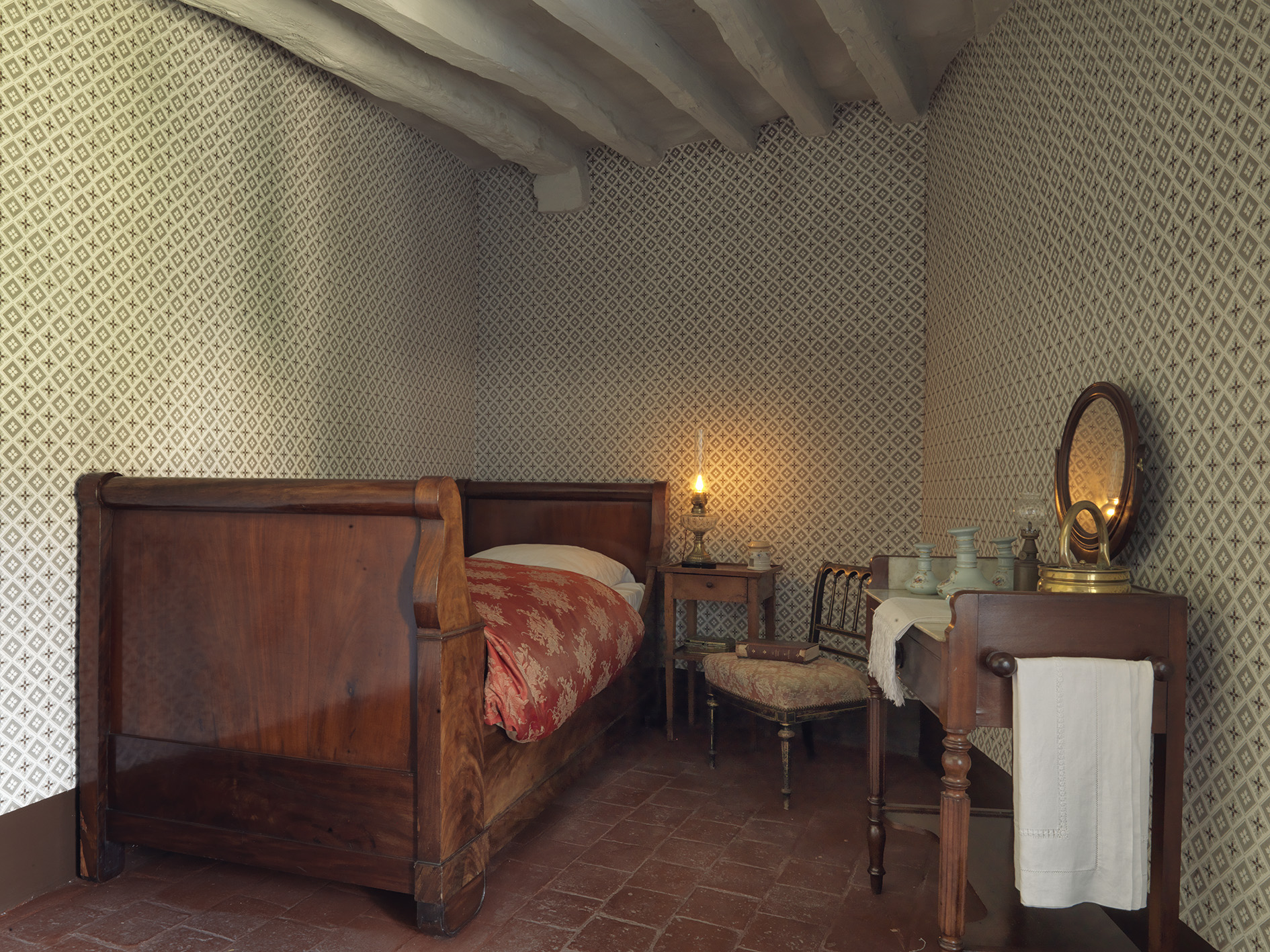
La chambre d'enfant de Colette.
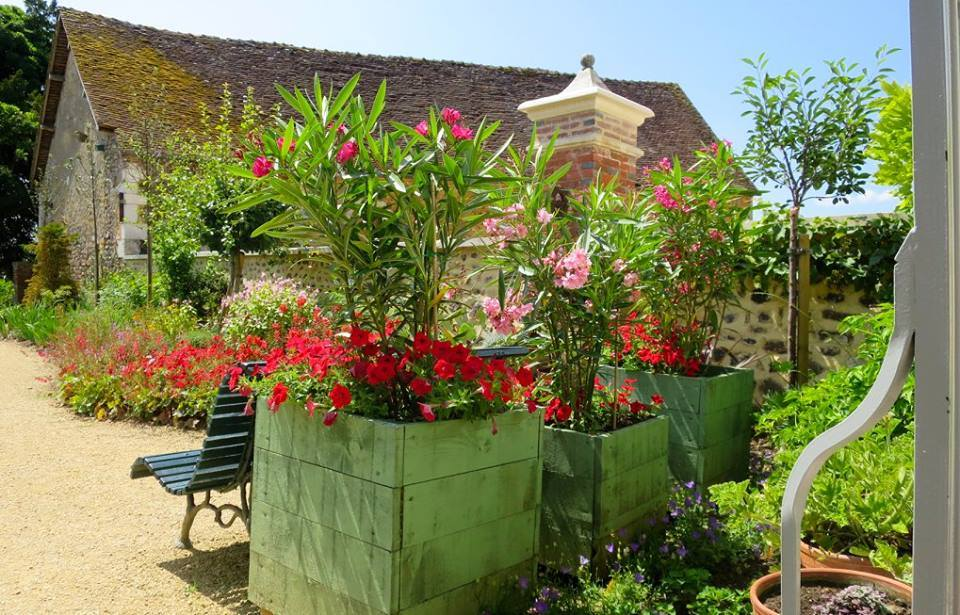
Vue d'un des trois jardins de la maison de Colette.